# Восток (Платформа Красноярской железной дороги)
Восток — остановочный пункт Красноярской железной дороги в селе Зыково. Расположена в 4131 километре от Москвы и в 35 километрах от станции Красноярск-Пассажирский.
На станции две боковые платформы: одна боковая расположена с северной стороны путей, а вторая с южной рядом с ул. Протяжения железной дороги. Южнее платформы «Восток» находится соседняя платформа Петряшино.
На платформе останавливаются все электропоезда, кроме экспресса Красноярск — Иланская.